# Ronald V. C. Cavendish
Ronald V. C. Cavendish, britanski general, * 1896, † 1943.
Padel je v prijateljskem ognju.